# Целленбау

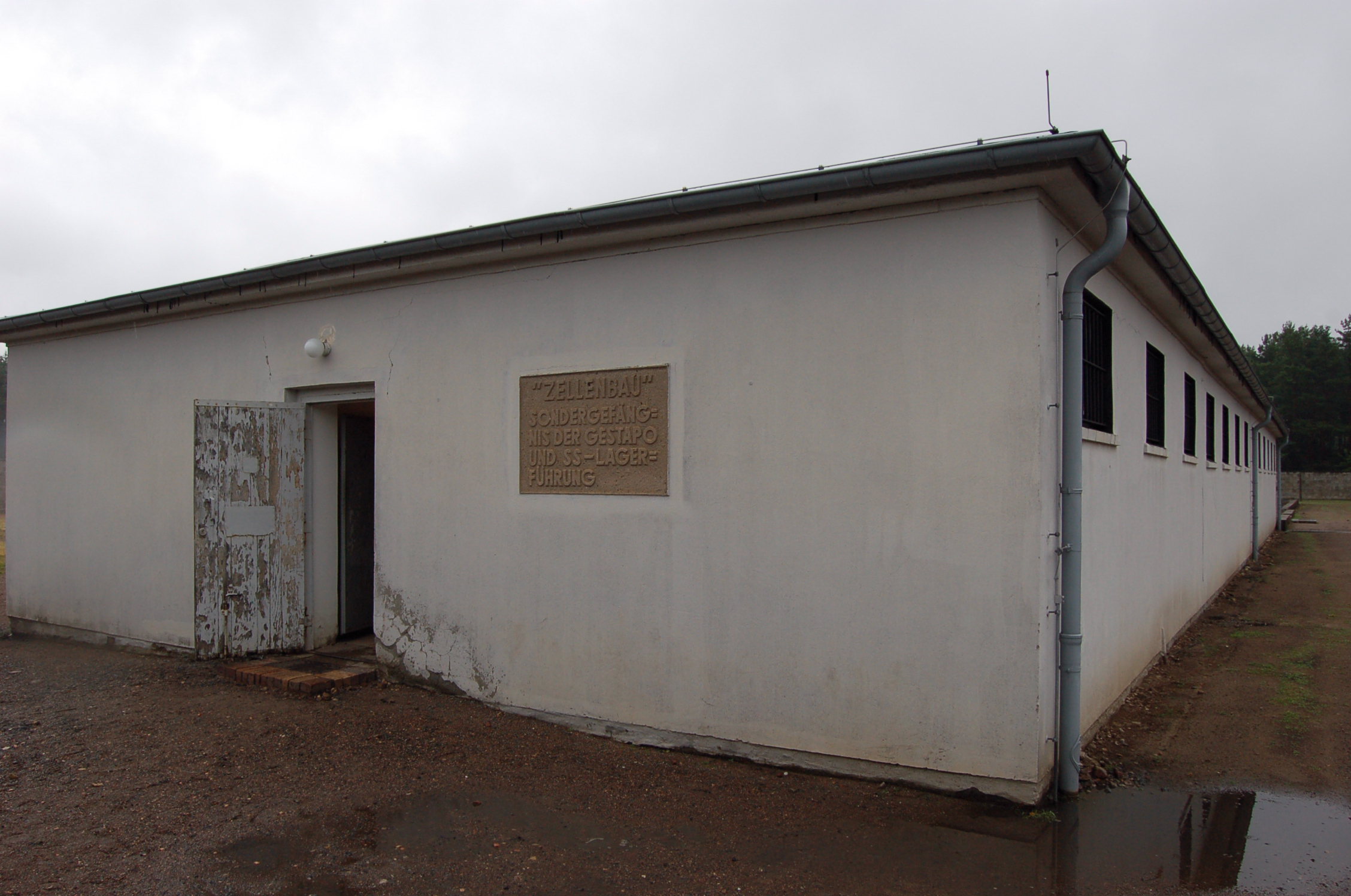
Целленбау

Целленбау, Проминентенбау, также барак или бункер Целленбау  — лагерная и гестаповская тюрьма, располагавшаяся в концлагере «Заксенхаузен». Построена в 1937 году. В этой тюрьме содержались люди, считавшиеся наиболее опасными и важными заключенными Рейха — известные политики высокого ранга, государственные деятели, а также люди, объявленные личными врагами Адольфа Гитлера. Среди них — проводник ОУН-Б Степан Бандера.

## Описание
Целленбау являлась наиболее режимной территорией лагеря. Представляла собой отдельно стоявшее здание. На четырёх углах изолированной от остальной территории лагеря были сторожевые башни с прожекторами и стационарными пулемётами. Узники находились под постоянным надзором. Заключённые жили в маленьких одиночных камерах площадью несколько квадратных метров каждая. В каждой камере располагалось окно, которое закрывалось деревянным щитком.

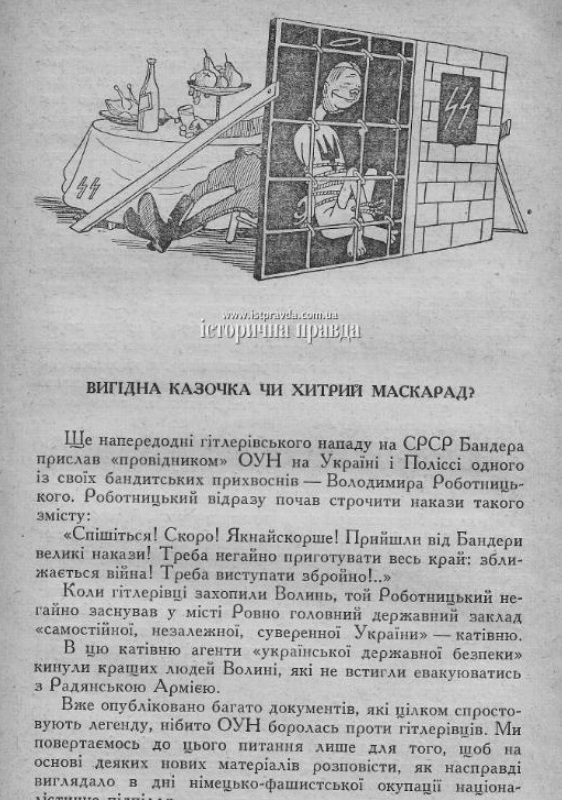
Советская карикатура, отображающая пребывание Бандеры в Заксенхаузене. Бункер Целленбау представлен как роскошный ресторан.

Тюрьма отличалась лучшими условиями заключения в сравнении с остальными условиями концлагеря. Подавляющее большинство узников получало помощь от Красного Креста или от собственных семей.
Одним из «ужасов» заключённых был комендант блока, гауптшарфюрер СС Курт Эккариус (Икариус), который за любое, по его мнению, нарушение режима мог жестоко пытать или убить узника.
Со слов украинского историка Олеси Исаюк, история внутренней тюрьмы Целленбау не закончилась в 1945 году. Заксенхаузен оккупировали советские войска, с тех пор он стал их концлагерем, а Целленбау стала советской внутренней специальной тюрьмой.

## Известные узники
Стефан Ровецкий, главный Комендант Армии крайовой в период с 14 февраля 1942 до 30 июня 1943 года, попал сюда в июле 1943 года. 2 августа 1944 года после начала Варшавского восстания Ровецкий был казнён в концлагере по приказу Генриха Гиммлера.
Степан Бандера, украинский политический деятель, лидер и организатор украинского националистического движения на Западной Украине. Находился здесь с января 1942 года по 27 сентября 1944 года. Некоторые историки указывают на то, что немцы Бандере обеспечивали особые условия и хорошее довольствие — по словам Пера Андерса Рудлинга, Бандера жил в сравнительно комфортных условиях. Бандере разрешали свидания с женой. Бандера не носил тюремную робу и не работал на принудительных работах, питался в столовой команды СС, на день его камера не запиралась. 
Выпущен руководством Третьего Рейха. После освобождения его депортируют в Берлин, будут удерживать под домашним арестом, предлагать сотрудничество в Украинском национальном комитете (УНК), который должен признать провод генерала РОА Власова. Такие условия предложил шеф главного бюро СС, генерал Готтлоб Бергер 5 октября 1944.
Иван Габрусевич, деятель ОУН-Б, соратник Степана Бандеры. Находился здесь с января 1942 года. По прибытии в концлагерь сильно простудился из-за того, что группу прибывших заключенных-оуновцев целый день продержали на морозе в легкой одежде. Вследствие простуды заболел туберкулезом костей и желез. Не получал медицинской помощи. Смерть ускорила инъекция "для уменьшения температуры" в лагерном госпитале. Умер Габрусевич 16 мая 1944.
Андрей Мельник,  украинский военный и политический деятель. С 1940 лидер — ОУН-М. Попал сюда 26 февраля 1944 года. 17 октября того же года был освобождён. 
Олег Ольжич, деятель ОУН-М, заместитель Андрея Мельника. 25 мая 1944 арестован гестапо и помещён сюда. Погиб во время допросов в гестапо 10 июня 1944 года причем его палачом был Вилли Вирзинг, на чьей совести уже были жизни десятков членов ОУН(б), содержавшихся в «тюрьме на Лонцкого» осенью – зимой 1942 года.
Тарас Боровец (Бульба), украинский националист, лидер Полесской сечи. Попал сюда 1 декабря 1943 года после ареста в Варшаве 22 ноября. Выпущен немцами 19 октября 1944 года. 
Курт Шушниг, австрийский политический деятель, бывший канцлер Австрии. Находился здесь с 1941 года. В какое-то время был переведён в Дахау, откуда его освободили войска Западных союзников. 
Владимир Стахив, украинский националист. В 1941 году — министр иностранных дел в составе Украинского государственного правления под председательством Ярослава Стецько. Вскоре после роспуска правительства был депортирован сюда, где содержался до осени 1944 года.
Ярослав Стецько, деятель ОУН-Б, заместитель Степана Бандеры. В июне-июле 1941 года — председатель Украинского государственного правления. Находился здесь с января 1942 по 28 сентября 1944 года. Выпущен немцами. В декабре 1944 года возглавил Антибольшевистский блок народов, с 1968 года возглавлял Провод ОУН(б)
Юрий Лопатинский, украинский националист, старшина в батальоне «Нахтигаль», после расформирования батальона отказался подписывать контракт на службу в 201 шуцманшафт-батальоне. Находился здесь с 23 апреля 1943 года по 20 октября 1944 года. Выпущен немцами.
Одд Нансен, норвежский архитектор, писатель и гуманист, борец за права евреев. Во время заключения дружил со Степаном Бандерой и рисовал портреты известных узников.
Леон Блюм, французский политик, лидер Социалистической партии. Возглавлял правительство Франции в 1936-1937 и 1938. В декабре 1946-январе 1947 был председателем Временного правительства Франции. Редактор газеты «Попюлер» (Populaire, 1928-1950), секретарь известного журнала «Вестник Бланш».